# Cappuccini
Cappuccini (volledig: Isola dei Cappuccini, letterlijk: Kapucijneneiland) is een eiland in de La Maddalena-archipel voor de kust van het Italiaanse eiland Sardinië.
Het eiland ligt ruim vijfhonderd meter ten noordwesten van de Costa Smeralda, de Smaragdkust in het noordoosten van Sardinië. Het eiland, dat ongeveer 280 meter lang en 130 meter breed is, bestaat uit graniet dat reikt tot een hoogte van 23 meter boven de zeespiegel.
Het eiland heeft een kleine haven voor het afmeren van boten. Op het eiland bivakkeren gedurende de zomermaanden veelal rijke toeristen in een van de acht ronde bungalows. Het eiland dankt zijn naam aan een oud, verlaten klooster van de minderbroeders kapucijnen, dat op het eilandje gelegen is.